# 변형생성문법의 이론

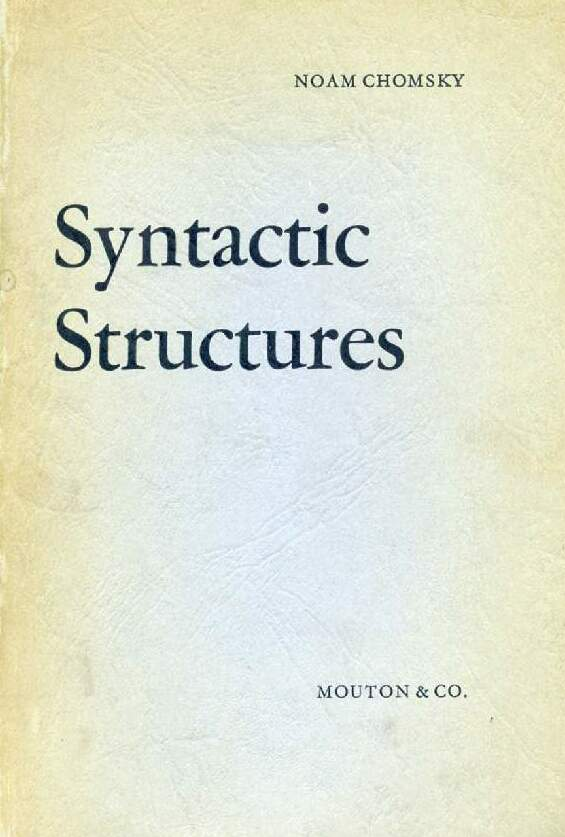

《변형생성문법의 이론》(영어 원제: Syntactic Structures, 통사 구조)은 1957년에 출판된 노엄 촘스키의 저서이다. 언어학에서 가장 중요하게 여기는 서적 중의 하나이며, 촘스키의 변형 문법에 관한 생각의 토대를 모아 둔 것이다. 이 책은 "Colorless green ideas sleep furiously."와 같은 일부 완전히 무의미한 문장 및 완전하게 문법적인 문장에서 잘 알려진 예를 포함한다.
촘스키는 이 책에서 미국 구조주의 언어학 이론의 모순점을 지적하고 이성주의의 맥락에서 변형생성문법을 소개하였다. 이 과정에서 그는 언어생성능력(generative capacity)을 가진 언어기술모형을 유한상태규칙(finite state rule), 구 구조규칙(phrase structure rule), 그리고 변형규칙(transformational rule)로 나누었으며, 모든 문장을 심층구조(Deep Structure)과 표층구조(Surface Structure)로 나누었다.

## 에피소드
유명한 컴퓨터 과학자인 도널드 커누스는 신혼여행동안 이 책을 읽었고, 이 책에 많은 영향을 받았다고 그의 2003년도 책인 Selected Papers on Computer Languages의 서문을 통해 밝혔다.

## 출판 정보
1957년에 모튼(Mouton)이라는 출판사에 의해 출판되었으며, 일본어 번역판(이사미 야스오 번역, 일본어 제목은 文法の構造)은 1963년에 겐큐사(硏究社)에서 발간되었고, 한국어 번역판(이승환, 이혜숙 번역)은 1966년에 범한서적에서 발간되었다.

## 같이 보기
- 영어의 음성체계